# Coupe des champions de la CONCACAF 1991
Navigation
Édition précédente Édition suivante
La Coupe des champions de la CONCACAF 1991 était la vingt-septième édition de cette compétition.
Elle a été remportée par le CF Puebla face au Police FC sur le score cumulé de quatre buts à deux.

## Participants
Un total de 37 équipes provenant d'un maximum de 20 nations pouvaient participer au tournoi. Elles appartenaient aux zones Amérique du Nord, Amérique centrale et Caraïbes de la CONCACAF.
Le tableau des clubs qualifiés était le suivant :
| Nation                 | Club                                | Raison de qualification                                             |
| Zone Amérique du Nord  |                                     |                                                                     |
| Deuxième tour          |                                     |                                                                     |
| Mexique                | CF Puebla                           | Champion du Mexique 1989-90.                                        |
| Mexique                | Universidad de Guadalajara          | Second du championnat du Mexique 1989-90.                           |
| Premier tour           |                                     |                                                                     |
| États-Unis             | Chicago Eagles (en)                 | Vainqueur de la US Open Cup 1990.                                   |
| États-Unis             | Brooklyn Italians (en)              | Finaliste de la US Open Cup 1990.                                   |
| Bermudes               | Pembroke Hamilton Club              | Champion des Bermudes 1989-90.                                      |
| Bermudes               | Dandy Town Hornets                  | Second du championnat des Bermudes 1989-90.                         |
| Zone Amérique centrale |                                     |                                                                     |
| Deuxième tour          |                                     |                                                                     |
| Costa Rica             | LD Alajuelense                      | Second du championnat du Costa Rica 1988-89.                        |
| Panama                 | Deportivo Plaza Amador              | Champion du Panama 1990.                                            |
| Premier tour           |                                     |                                                                     |
| Costa Rica             | Deportivo Saprissa                  | Champion du Costa Rica 1988-89.                                     |
| Panama                 | Tauro FC                            | Second du championnat du Panama 1990.                               |
| Salvador               | Alianza FC                          | Champion du Salvador 1989-90.                                       |
| Salvador               | Luis Ángel Firpo                    | Second du championnat du Salvador 1989-90.                          |
| Honduras               | Real España                         | Champion du Honduras 1990.                                          |
| Honduras               | CD Motagua                          | Second du championnat du Honduras 1990.                             |
| Guatemala              | CSD Municipal                       | Champion du Guatemala 1989.                                         |
| Guatemala              | CSD Comunicaciones                  | Vainqueur de la première phase du championnat du Guatemala 1990-91. |
| Nicaragua              | América Managua                     | Champion du Nicaragua 1990.                                         |
| Nicaragua              | Real Estelí                         | Second du championnat du Nicaragua 1990.                            |
| Belize                 | Acros Real Verdes                   | Méthode de qualification inconnue.                                  |
| Belize                 | Duurly's                            | Méthode de qualification inconnue.                                  |
| Zone Caraïbes          |                                     |                                                                     |
| Troisième tour         |                                     |                                                                     |
| Guadeloupe             | L'Étoile de Morne-à-l'Eau           | Second du championnat de Guadeloupe 1989-90.                        |
| Martinique             | Olympique du Marin                  | Second du championnat de la Martinique 1989-90.                     |
| Guyane                 | SC Kouroucien                       | Champion de Guyane 1989-90.                                         |
| Deuxième tour          |                                     |                                                                     |
| Guadeloupe             | Solidarité Scolaire de Baie-Mahault | Champion de Guadeloupe 1989-90.                                     |
| Martinique             | US Marinoise                        | Champion de la Martinique 1989-90.                                  |
| Haïti                  | Racing Club Haïtien                 | Méthode de qualification inconnue.                                  |
| Haïti                  | AS Capoise                          | Méthode de qualification inconnue.                                  |
| Antilles néerlandaises | RKVFC Sithoc                        | Championnat de Curaçao 1990.                                        |
| Îles Caïmans           | Strikers FC                         | Méthode de qualification inconnue.                                  |
| Premier tour           |                                     |                                                                     |
| Antilles néerlandaises | Sport Unie Brion-Trappers           | Second du Championnat de Curaçao 1990.                              |
| Îles Caïmans           | Scholars International              | Méthode de qualification inconnue.                                  |
| Trinité-et-Tobago      | Police FC                           | Champion de Trinité-et-Tobago 1990.                                 |
| Trinité-et-Tobago      | Defence Force                       | Second du championnat de Trinité-et-Tobago 1990.                    |
| Suriname               | SV Transvaal                        | Champion du Surinam 1990.                                           |
| Suriname               | SV Robinhood                        | Second du championnat du Surinam 1990.                              |
| Jamaïque               | Reno FC                             | Champion de Jamaïque 1989-90.                                       |
| Jamaïque               | Black Lions                         | Second du championnat de Jamaïque 1989-90.                          |

## Calendrier
| Tour                          | Nom                    | Date aller            | Date retour           | Équipes participantes | Équipes restantes |
| Phase de qualification (1991) |                        |                       |                       |                       |                   |
| 1                             | Phase de qualification | 20 mars - 8 septembre | 20 mars - 8 septembre | 37                    | 37 à 3            |
| Phase finale (1991)           |                        |                       |                       |                       |                   |
| 1                             | Demi-finale            | 8 septembre           | 15 septembre          | 2                     | 3 à 2             |
| 2                             | Finale                 | 18 septembre          | 24 septembre          | 2                     | 2 à 1             |

## Compétition

### Phase de qualification

#### ZoneAmérique du Nord

##### Premier tour
Le 27 avril, Sheridan Ming, l'attaquant du Pembroke Hamilton Club, a ouvert le score face au Chicago Eagles (en) après seulement huit secondes de jeu. Ce qui en fait l'un des buts les plus rapides de l'histoire du football.
| Date                  | Pays | Club                   | Aller | Retour | Club                   | Pays | Commentaire |
| 13 / 27 avril 1991    |      | Dandy Town Hornets     | 3-1   | 0-3    | Brooklyn Italians (en) |      |             |
| 27 avril / 5 mai 1991 |      | Pembroke Hamilton Club | 2-0   | 2-1    | Chicago Eagles (en)    |      |             |

##### Deuxième tour
Le Brooklyn Italians (en) et le Pembroke Hamilton Club ont déclaré forfait avant la première confrontation, la CONCACAF a alors déclaré vainqueur leurs adversaires.
| Date          | Pays | Club                       | Aller   | Retour  | Club                   | Pays | Commentaire                   |
| 1er juin 1991 |      | CF Puebla                  | Forfait | Forfait | Brooklyn Italians (en) |      | Forfait avant le premier tour |
| 1er juin 1991 |      | Universidad de Guadalajara | Forfait | Forfait | Pembroke Hamilton Club |      | Forfait avant le premier tour |

##### Troisième tour
| Date             | Pays | Club      | Score | Club                       | Pays | Commentaire                          |
| 8 septembre 1991 |      | CF Puebla | 2-0   | Universidad de Guadalajara |      | Rencontre disputée sur un seul match |

#### ZoneAmérique centrale

##### Premier tour
| Date                    | Pays | Club               | Aller | Retour | Club               | Pays | Commentaire               |
| 7 / 21 avril 1991       |      | Tauro FC           | 5-0   | 0-0    | América Managua    |      |                           |
| 10 / 28 avril 1991      |      | Deportivo Saprissa | 4-1   | 4-1    | Real Estelí        |      |                           |
| 21 avril / 5 mai 1991   |      | Duurly's           | 0-4   | 0-4    | Luis Ángel Firpo   |      |                           |
| 27 avril / 5 mai 1991   |      | Real España        | 5-0   | 1-0    | Acros Real Verdes  |      |                           |
| 27 avril / 1er mai 1991 |      | CD Motagua         | 1-1   | 1-1    | CSD Comunicaciones |      | Match d'appui à Guatemala |
| 5 mai 1991              | 0-1  | 0-1                |       |        | CSD Comunicaciones |      | Match d'appui à Guatemala |
| 3 / 8 mai 1991          |      | CSD Municipal      | 2-5   | 1-1    | Alianza FC         |      |                           |

##### Deuxième tour
| Date                  | Pays | Club               | Aller | Retour | Club                   | Pays | Commentaire |
| 16 / 18 avril 1991    |      | LD Alajuelense     | 4-1   | 7-0    | Deportivo Plaza Amador |      |             |
| 22 mai / 9 juin 1991  |      | Deportivo Saprissa | 3-1   | 2-0    | Tauro FC               |      |             |
| 22 mai / 15 juin 1991 |      | Alianza FC         | 0-1   | 1-1    | Real España            |      |             |
| 5 / 12 juin 1991      |      | Luis Ángel Firpo   | 2-0   | 3-4    | CSD Comunicaciones     |      |             |

##### Troisième tour
| Date                 | Pays | Club             | Aller | Retour | Club               | Pays | Commentaire |
| 17 / 25 juillet 1991 |      | Real España      | 2-0   | 1-0    | LD Alajuelense     |      |             |
| 21 / 28 juillet 1991 |      | Luis Ángel Firpo | 1-1   | 1-3    | Deportivo Saprissa |      |             |

##### Quatrième tour
| Date              | Pays | Club               | Aller | Retour | Club        | Pays | Commentaire |
| 18 / 25 août 1991 |      | Deportivo Saprissa | 1-2   | 0-2    | Real España |      |             |

#### ZoneCaraïbes

##### Premier tour
| Date               | Pays | Club                      | Aller | Retour | Club                   | Pays | Commentaire        |
| 14 / 26 avril 1991 |      | SV Robinhood              | 1-0   | 1-3    | Defence Force          |      |                    |
| 14 / 28 avril 1991 |      | Sport Unie Brion-Trappers | 0-3   | 0-3    | SV Transvaal           |      |                    |
| 14 / 28 avril 1991 |      | Black Lions               | 1-1   | 0-1    | Scholars International |      |                    |
| 14 / 28 avril 1991 |      | Police FC                 | 2-1   | 2-3    | Reno FC                |      | Buts à l'extérieur |

##### Deuxième tour
| Date                   | Pays | Club                                | Aller | Retour | Club                | Pays | Commentaire                   |
| 20 / 27 mars 1991      |      | Solidarité Scolaire de Baie-Mahault | 0-2   | 1-1    | US Marinoise        |      |                               |
| 31 mars / 7 avril 1991 |      | Strikers FC                         | 0-0   | 1-2    | Racing Club Haïtien |      |                               |
| 14 / 19 mai 1991       |      | AS Capoise                          | 3-0   | 1-3    | RKVFC Sithoc        |      |                               |
| 19 mai / 7 juin 1991   |      | SV Transvaal                        | 0-2   | 1-2    | Police FC           |      |                               |
| 6 / 9 juin 1991        |      | Scholars International              | 0-6   | 0-1    | Defence Force       |      | Matchs joués aux Îles Caïmans |

##### Troisième tour
| Date               | Pays | Club                | Aller | Retour | Club                      | Pays | Commentaire |
| 14 / 24 avril 1991 |      | Olympique du Marin  | 0-0   | 3-2    | SC Kouroucien             |      |             |
| 5 / 12 juin 1991   |      | AS Capoise          | 1-1   | 0-3    | L'Étoile de Morne-à-l'Eau |      |             |
| 19 / 26 juin 1991  |      | Racing Club Haïtien | 1-1   | 2-3    | US Marinoise              |      |             |
| 17 / 23 juin 1991  |      | Defence Force       | 1-0   | 1-3    | Police FC                 |      |             |

##### Quatrième tour
| Date                 | Pays | Club               | Aller | Retour | Club                      | Pays | Commentaire |
| 3 / 10 juin 1991     |      | Olympique du Marin | 5-0   | 3-0    | L'Étoile de Morne-à-l'Eau |      |             |
| 14 / 21 juillet 1991 |      | US Marinoise       | 3-2   | 1-3    | Police FC                 |      |             |

##### Cinquième tour
| Date                     | Pays | Club               | Aller | Retour | Club      | Pays | Commentaire |
| 28 juillet / 4 août 1991 |      | Olympique du Marin | 2-1   | 1-3    | Police FC |      |             |

### Phase finale

#### Tableau
|  | Demi-finale            | Demi-finale | Demi-finale | Demi-finale             |   |   | Finale | Finale | Finale | Finale |
|  |                        |             |             |                         |   |   |        |        |        |        |
|  | 8 et 15 septembre 1991 |             |             |                         |   |   |        |        |        |        |
|  |                        |             |             |                         |   |   |        |        |        |        |
|  | Real España            | 0           | 0           |                         |   |   |        |        |        |        |
|  | Real España            | 0           | 0           | 18 et 24 septembre 1991 |   |   |        |        |        |        |
|  | Police FC              | 0           | 1           |                         |   |   |        |        |        |        |
|  | Police FC              | 0           | 1           | CF Puebla               | 3 | 1 |        |        |        |        |
|  |                        |             |             |                         | 3 | 1 |        |        |        |        |
|  |                        |             | Police FC   | 1                       | 1 |   |        |        |        |        |

#### Demi-finale
| Pays | Club        | Aller | Retour | Club      | Pays | Commentaire |
|      | Real España | 0-0   | 0-1    | Police FC |      |             |

#### Finale
| Match aller       | CF Puebla                                                                  | 3:1   | Police FC        | Stade Cuauhtémoc Puebla, Mexique |  |
| 18 septembre 1991 | Roberto Ruiz Esparza 5e · José Carlos Gelinski 34e · Paulo César Silva 74e | (2:0) | Wadne Alfred 59e |                                  |  |

| Match retour      | Police FC          | 1:1   | CF Puebla        | Stade Manny Ramjohn Marabella, Trinité-et-Tobago |  |
| 24 septembre 1991 | Alvin Boissoen 70e | (0:0) | Renato Porto 56e |                                                  |  |

| Champion de la CONCACAF 1991 |
| ---------------------------- |
| Drapeau du Mexique           |
| CF Puebla Premier Titre      |